# David Barrett
David Barrett (Bishop, ...) è un regista e produttore televisivo statunitense.

## Carriera
Barrett proviene da un background di praticante di sport estremi. Ha iniziato la sua carriera come stuntman ed è passato alla regia di seconda unità. Ha co-creato la serie televisiva della CW The Mountain (2004), un dramma familiare patriarcale vagamente basato sulla sua educazione come pilota di motocross in difficoltà a Mammoth Mountain.
Nel 2012 ha diretto il suo primo lungometraggio Fire with Fire con Josh Duhamel, Rosario Dawson, Bruce Willis e Vincent D'Onofrio.
Dal suo debutto televisivo, Barrett ha diretto oltre quarantuno serie televisive e settantasette episodi.

## Vita privata
Barrett è cresciuto nella piccola città di Bishop, in California, immerso negli sport estremi e all'aria aperta. Nipote di Dave e Roma McCoy, fondatori della Mammoth Mountain Ski Area, David ha praticato l'agonismo nel motocross, nello sci alpino e nello snowboard.
Suo fratello, Stanton Barrett è un pilota NASCAR e stuntman di Hollywood. Suo padre, Stan Barrett, era anch'egli uno stuntman di Hollywood e ha corso in 19 gare della serie Winston Cup tra il 1980 e il 1990. Sua madre è Penny McCoy, un'ex sciatrice della Coppa del Mondo. È il figlioccio di Paul Newman.
Risiede a New York City.

## Filmografia parziale
Regista
- The Mentalist - serie televisiva (2008 - 2013) - 7 episodi
- Melrose Place - serie televisiva (2009) - 1 episodio
- Fire with Fire (2012)
- Blue Bloods - serie TV, episodi vari (2020)